# Roland Louis Gaspercic
Ronny Gaspercic (Genk, 9 de maig de 1969) és un futbolista belga, que ocupava la posició de porter.

## Trajectòria
Va iniciar-se al Racing Genk, equip en el qual va romandre fins a 1994, quan fitxa pel Harlelbeke. Amb aquest conjunt va signar una gran campanya 97/98, en la qual seria nomenat Porter de l'any, amb la segona millor defensa del campionat.
L'estiu de 1998 marxa a la competició espanyola, al fitxar pel CF Extremadura. El belga hi romandria durant set temporades en la lliga espanyola, alternant les porteries del conjunt extremeny, el Reial Betis, el Deportivo Alavés i l'Albacete Balompié. Hi seria titular amb l'Extremadura i l'Alavés.
El 2005 retorna a Bèlgica per militar al Westerlo, on penja les botes el 2007.

## Internacional
Gaspercic ha estat internacional amb la selecció belga de futbol en vuit ocasions.